# The Rentals
The Rentals es una banda de rock alternativo encabezada por Matt Sharp, exbajista de Weezer. 
Los Rentals han realizado dos álbumes, Return of The Rentals en 1995 y el Seven More Minutes en 1999. Ambos discos soltaron sencillos, por parte del Return of The Rentals salieron "Friends of P." y "Waiting", canciones y videos que impulsaron la fama del grupo a mediados de la década de los 90's, mientras que por el Seven More Minutes salió "Getting by".

## Miembros
La alineación de The Rentals ha sufrido muchos cambios, a lo largo del tiempo a través de esta banda ha pasado gente como Josh Hagar (coros, guitarra), Patrick Wilson (batería), Kevin March (batería), Brandon Jay (batería, coros), Justin Fisher (coros, bajo), Tom Grimley (teclados, compositor, productor, mezclas), Greg Brown (guitarra, piano, batería, coros), Sean Slade, Paul Kolderie, Chris Shaw (mezclas), entre otros, pero los miembros estables desde la gira de 1995 fueron:
- Matt Sharp (vocal, coros, bajo, guitarra, teclados, compositor)
- Petra Haden (vocal, coros, violín)
- Cherielynn Westrich (vocal, coros, moog, teclados, compositor)
- Maya Rudolph (vocal, coros, moog, teclados)
- Rod Cervera (guitarra, coros)
- Jim Richard (moog, teclados)
- Mike Fletcher (batería, percusiones)

Para el segundo álbum en 1999 la alineación quedó reducida, pero se logró la colaboración de artistas como Donna Matthews (Elastica), Miki Berenyi (Lush), Tim Wheeler (Ash), Kevin March y Damon Albarn (Blur).
Luego de realizar esta placa, la banda se desintegra, emprendiendo Sharp una carrera como solista. Pero en 2005 decide reformar a la agrupación. Desafortunadamente varios exmiembros de la era dorada de la banda no pudieron regresar y es así que surgieron cambios de nuevo en la alineación.
The Rentals está conformado actualmente por Matt Sharp, Rachel Haden (Hermana de Petra, también participó en el Return of the Rentals), Sara Radle, Ben Pringle, Lauren Chipman y Dan Joeright. La banda planea entregar un nuevo álbum para el año 2007.

## Discografía
| Año  | Álbum                   | Discográfica                  |
| 1995 | Return of the Rentals   | Maverick/Reprise/Warner Bros. |
| 1999 | Seven More Minutes      | Maverick/Warner Bros.         |
| 2007 | The Last Little Life EP | Boompa                        |
| 2009 | Songs About Time        | lanzamiento independiente     |
| 2020 | Q36                     | Autoeditado                   |